# جوزيف رينولدز
جوزيف رينولدز (بالإنجليزية: Joseph Reynolds)‏ هو قاضي ومحامي وسياسي أمريكي، ولد في 14 سبتمبر 1785، وتوفي في 24 سبتمبر 1864. حزبياً، نشط في الحزب الديمقراطي. وقد انتخب عضو جمعية ولاية نيويورك وانتخب عضو مجلس النواب الأمريكي.